# Hörpel
Hörpel ist ein Ortsteil der Gemeinde Bispingen in der Lüneburger Heide im Landkreis Heidekreis in Niedersachsen.

## Geografie
Der Ort liegt eingeschlossen von der L 212 (von Bispingen über Volkwardingen und Hörpel nach Evendorf) und der A 7. Er wird umgeben von der Hörpeler Heidelandschaft.

## Geschichte
Die erste Nennung Hörpels datiert aus dem Jahre 1193, als das Dorf als Teil des Kirchspiels Bispingen an den Bischof Lüder von Verden verkauft wurde.
Die Gemeinde gehört nach einer Auseinandersetzung 1874 um die staatlich angeordnete Union von lutherischer und reformierter Kirche in Preußen weitgehend der evangelisch-lutherischen Freikirche („St. Pauli“) an.
Die Kleinbahn (Luhebahn) von Winsen über Egestorf wurde im Jahre 1909 über Döhle und Hörpel (Bahnhof Evendorf-Hörpel) nach Hützel verlängert.
Am 1. März 1974 wurde Hörpel in die Gemeinde Bispingen eingegliedert.

## Politik
Ortsvorsteher von Hörpel ist Detlef Buchheister.

## Kultur und Sehenswürdigkeiten
- Mittelpunkt des Ortes ist die 1909 errichtete Dorfkirche St. Pauli mit ihrem 28 Meter hohen Turm.[3] Sie ersetzte den zuvor als Kirche benutzten Schafstall, der abgebrochen und in Haverbeck wieder errichtet wurde.

## Wirtschaft und Infrastruktur
Neben einer Porzellan Manufaktur sowie einem Islandpferdegestüt werden nur noch einige wenige Höfe in Hörpel landwirtschaftlich betrieben.
Seit dem 30. Mai 1970 verkehren lediglich einzelne Züge im Touristikverkehr über die Luhebahn, der planmäßige Personenverkehr wurde eingestellt.
Die L212 verbindet den Ort mit Egestorf im Norden und Bispingen im Süden.